# Trischistognatha
Trischistognatha är ett släkte av fjärilar. Trischistognatha ingår i familjen Crambidae.
Kladogram enligt Catalogue of Life:
| Trischistognatha | \| \| Trischistognatha dyaralis \| \| \| \| \| \| Trischistognatha medonalis \| \| \| \| \| \| Trischistognatha palindialis \| \| \| \| \| \| Trischistognatha pyrenealis \| \| \| \| \| \| Trischistognatha yepezi \| \| \| \| |
|                  | \| \| Trischistognatha dyaralis \| \| \| \| \| \| Trischistognatha medonalis \| \| \| \| \| \| Trischistognatha palindialis \| \| \| \| \| \| Trischistognatha pyrenealis \| \| \| \| \| \| Trischistognatha yepezi \| \| \| \| |
|                  | Trischistognatha dyaralis |
|                  | |
|                  | Trischistognatha medonalis |
|                  | |
|                  | Trischistognatha palindialis |
|                  | |
|                  | Trischistognatha pyrenealis |
|                  | |
|                  | Trischistognatha yepezi |
|                  | |